# Fotografi (dokumentarfilm)
Fotografi er en dansk dokumentarfilm fra 2006 instrueret af Steen Møller Rasmussen efter eget manuskript.

## Handling
Hvad er et godt fotografi? Gennem fire intense møder med kolleger fra forskellige generationer og traditioner søger Steen Møller Rasmussen svar på spørgsmålet. Med afsæt i fælles iagttagelser i nuet forsøger man at indkredse såvel den individuelle praksis som selve fotografiets væsen. Keld Helmer-Petersen (f. 1920) taler om motivets mystiske fascinationskraft og om det gode fotografi som resultatet af målrettet arbejde. Per Bak Jensen (f. 1949) taler om, at et fotografi altid i en vis forstand er et billede af fotografen. Krass Clement (f. 1946) reflekterer over fotografiets forbundenhed med virkeligheden. Og Kirsten Klein (f. 1945) viser rundt på Mors, mens hun taler om de mange ressourcer, fotografiet kan hente ud af naturen. Fire møder, fire locations, fire årstider, fire bud på det gode fotografi.